# Josef Azizi
Josef Azizi (* 14. April 1948 in Wien) ist ein österreichischer Jurist und ehemaliger Richter am Gericht der Europäischen Union.

## Leben
Azizi studierte Rechtswissenschaften und Sozial- und Wirtschaftswissenschaften an der Universität Wien. Das Jura-Studium schloss er 1973 mit der Promotion ab, Sozial- und Wirtschaftswissenschaften als Magister. Azizi übernahm Lehraufträge an der Wirtschaftsuniversität Wien sowie weiteren Universitäten. Von 1975 bis 2002 war er zunächst Lehrbeauftragter und später Honorarprofessur an der Rechtswissenschaftlichen Fakultät der Universität Wien. Er war Ministerialrat und Abteilungsleiter im Bundeskanzleramt und gehörte unter anderem dem Lenkungsausschuss für die rechtliche Zusammenarbeit im Europarat  an. Außerdem koordinierte er die Anpassung des österreichischen Bundesrechts an das Recht der Europäischen Union. 
Zum 18. Januar 1995 wurde er zum Richter des „Gerichts erster Instanz der Europäischen Union“ (seit 2007 „Gericht der Europäischen Union“) berufen. 2010 wurde er bis 2016 wiederernannt. Er schied aber zum 31. August 2013 vorzeitig aus.

## Auszeichnungen
- 2001: Großes Silbernes Ehrenzeichen für Verdienste um die Republik Österreich[4]
- 2009: Großes Goldenes Ehrenzeichen für Verdienste um die Republik Österreich[5]